# ريك وليامز (لاعب كرة قاعدة)
ريك وليامز (بالإنجليزية: Rick Williams)‏ هو لاعب كرة قاعدة أمريكي، ولد في 9 نوفمبر 1952 في ميرسيد في الولايات المتحدة.

## وصلات خارجية
- ريك وليامز على موقع دوري كرة القاعدة الرئيسي (الإنجليزية)
- ريك وليامز على موقعبيزبول رفرنس.كوم (الدوري الرئيسي) (الإنجليزية)
- ريك وليامز على موقعبيزبول رفرنس.كوم (الدوري الثانوي) (الإنجليزية)